# Lupina bílá

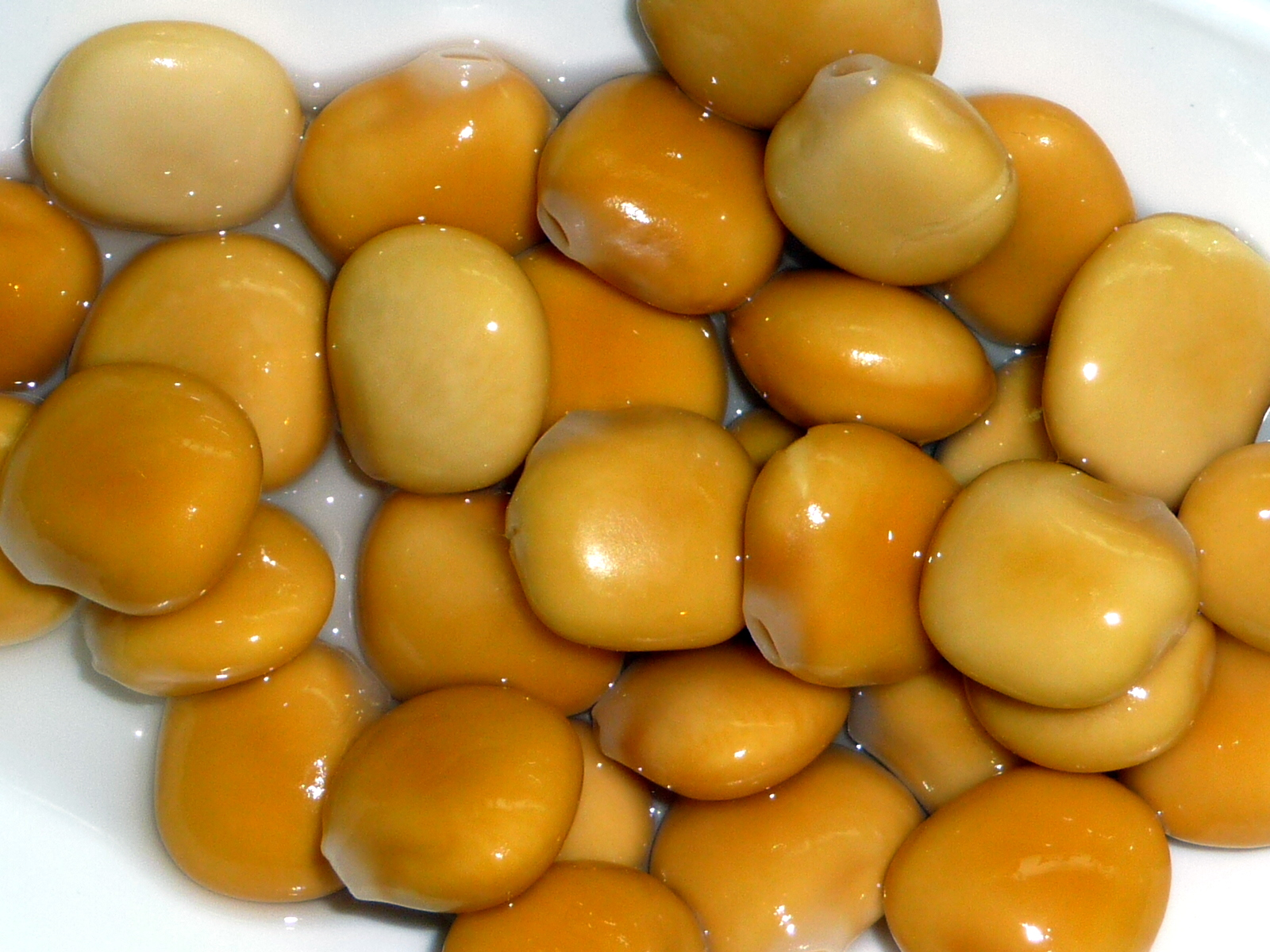
Plody lupiny bílé zvané tremoso

Lupina bílá (Lupinus albus) je luštěnina patřící do čeledi rostlin bobovitých. Byla pěstována již v dobách starého Egypta a Antiky a v současnosti je opět zaváděna do kultury. Pochází z východního Středomoří.

## Charakteristika
Lupina bílá je jednoletá chlupatá bylina, dorůstající výšky asi 30 až 120 cm. Listy jsou dlanitě složené, řapíkaté, tvořené 7 až 9 podlouhle vejčitými lístky. Listy jsou na líci lysé, na rubu hustě chlupaté. Květenství je vzpřímený, 5 až 20
cm dlouhý hrozen. Květy jsou krátce stopkaté, bílé nebo modré či fialové, s 15 až 16 mm dlouhou korunou. Plodem je až 11 cm dlouhý nepukavý lusk, obsahující nejčastěji 3 až 6 semen. Semena jsou okrouhlá, zploštělá, asi 12 mm dlouhá, nejčastěji bílá.

## Rozšíření
Lupina bílá se vyskytuje ve východním Středomoří. Je přirozeně rozšířena v Albánii, Bulharsku, v Řecku a na Krétě, v bývalé Jugoslávii a v Turecku. Kulturní formy byly rozšířeny po celém Středomoří.

## Význam
Lupina bílá je stará kulturní plodina, využívaná již ve starém Egyptě a v dobách Antiky. V ČR se dříve zřídka pěstovala jako krmivo a zelené hnojení. V současnosti je opět zaváděna do kultury jako zdroj cenného krmiva. Používají se zejména kultivary bez obsahu alkaloidů. Jsou vhodné pro oblasti s neutrální půdou.
Obdobně jako lupina bílá jsou využívány i některé jiné druhy tzv. sladkých lupin, tedy obsahujících nižší množství alkaloidů. Ze středomořských druhů je to zejména lupina žlutá (Lupinus luteus) a lupina úzkolistá (Lupinus angustifolius). Naproti tomu v ČR rozšířený druh lupina mnoholistá (Lupinus polyphyllus) jedlý není.

## Plody Tremoso
Jako tremoso jsou označována semena lupiny bílé. Tyto plody nemají zemědělské využití avšak jsou využívány po celém světě jako příloha k jídlům, lehký předkrm nebo jen jako chuťovka. Velmi rozšířená je jejich konzumace v Portugalsku a Brazílii, kde se také v největší míře pěstují. Nejčastěji se využívají jako chutný doplněk k pivu – náhrada oříšků nebo tyčinek.

## Úprava
Neupravená semena lupiny obsahují neurotoxické aminokyseliny, které mohou na lidský organismus působit, pokud jsou dlouhodobě a ve velkém množství konzumovány v suché podobě.
Chcete-li konzumovat lupiny bez rizika, musí být vařené a na několik dní naloženy ve vodě, která se pravidelně vyměňuje. Poté plody ztrácejí svou původní hořkou chuť a dochází k eliminaci alkaloidů. Takto upravený plod se nazývá Tremoso a nepředstavuje žádné zdravotní riziko, naopak je zdraví prospěšný.

## Pozitivní vliv na organismus
Tremoso má obsah bílkovin přibližně stejně vysoký jako v sóje, tedy průměrně 35 %. Složení těchto bílkovin je z dietetického hlediska vynikající díky jinak často v rostlinách deficitním aminokyselinám, zejména lysinu. Další esenciální aminokyseliny nacházející se v lupině jsou leucin a methionin, dále také semiesenciální aminokyselina arginin.
V lupinových bobech je více než 10 % tuků, které mají vynikající složení díky až 80 % nenasycených mastných kyselin v tucích obsažených. Další významnou látkou je lecitin – jeho obsah je až 2,5 % v tuku. Lecitin je důležitý přírodní emulgátor.

## Produkty

### Tremoso
Jsou nakládané plody vlčího bobu ve sladkém nebo slaném nálevu. Vhodné jako příloha k jídlům, chuťovka nebo doplněk salátů. Dá se konzumovat v syrovém stavu, ale v případě, že slouží jako příloha, je vhodné ji povařit. Vaření aktivuje enzymy, odstraňuje proces klíčení a hořkou chuť bobů. Tato úprava se většinou provádí průmyslově, takže výrobek se prodává již vařený a konzervovaný slanou vodou.
Tremoso se většinou jí bez slupky. V puse ho rozkousnete a jednoduše slupku odstraníte. Slupku můžete sníst také, ale je tvrdá a trochu hůře stravitelná, získáte tak o něco více vlákniny. Na talířku můžete přidat sůl dle chuti, většinou jsou ale Tremoso dost slané již z výroby.

### Lupinová mouka
Obsahuje pouze 30 % sacharidů, převážně s krátkým řetězcem.
Přirozeně žlutá barva mouky díky obsahu karotenoidů je v pekařském řemesle velmi žádaná. Její emulgační vlastnosti částečně nahrazují vaječné žloutky. Lupinová mouka je také vhodná pro výživu celiaků a pro veganské vaření.

## Zajímavosti
Podle portugalské tradice se svátek Tremosa slaví v srpnu.
[zdroj?]